# Алисон Ломан
Алисон Ломан (енгл. Alison Lohman; Палм Спрингс, 18. септембар 1979) америчка је глумица позната по улогама у филмовима Бели олеандер (2002), Крупна риба (2003), Преваранти (2003), Флика (2006), Одвуци ме у пакао (2009) и Гејмер (2009).